# Jonathan Moyle
Jonathan Moyle (Gran Bretaña, 1961 - Santiago de Chile, 31 de marzo de 1990) era el editor de la revista Defence Helicopter World cuando fue encontrado muerto en la habitación 1406 del Hotel Carrera de Santiago de Chile en marzo de 1990, mientras cubría la Feria Internacional del Aire y del Espacio (FIDAE).
Su presencia en Santiago se debía a su participación en una conferencia de defensa patrocinada por las ramas de la defensa chilena. Estaba particularmente interesado en un helicóptero Bell adaptado para uso civil por la empresa chilena Industrias Cardoen, destinado especialmente para operaciones en economías del Tercer Mundo. En aquel momento, justo antes de la Guerra del Golfo (la invasión de Kuwait por las tropas iraquíes comenzó el 2 de agosto de 1990), Irak se perfilaba como un posible cliente para el helicóptero.

## Investigación judicial
La muerte de Moyle fue inicialmente considerada por las autoridades chilenas y británicas como un posible suicidio o resultado de algún tipo de "juego sexual extravagante". Lo hallaron colgado en un armario con una funda de almohada sobre su cabeza. Sin embargo, una marca de aguja en su pierna y rastros de sangre en la cama no fueron tenidos en cuenta en el primer análisis policial.[cita requerida]
La investigación británica inició en Exeter en noviembre de 1990. Sin embargo, fue suspendida por el médico forense Richard Van Oppen después de que un patólogo declarara que sus investigaciones no podían completarse debido a la extracción previa de algunos órganos vitales. En 1998, una nueva investigación concluyó que Moyle había sido asesinado, retractándose las autoridades de la acusación inicial de suicidio y ofreciendo disculpas a la familia.
En diciembre de 1991, tras la presión ejercida por la familia, la investigación judicial en Chile concluyó que Moyle había sido asesinado. Sin embargo, en 1993, tras una rueda de reconocimiento que no identificó a un sospechoso, el caso fue archivado. La investigación fue reabierta por la Corte de Apelaciones de Santiago a fines de 1997 y nuevamente en 2006, calificando las investigaciones anteriores como "incompletas" por no haber realizado todas las diligencias necesarias.

## Otras teorías
El padre del fallecido, el profesor retirado Tony Moyle, afirmó que "no había duda" de que su hijo fue asesinado porque estaba a punto de exponer un acuerdo de armas entre Irak y un traficante de armas chileno. Tony Moyle afirmó que su hijo fue inyectado con una dosis fatal de veneno después de ser sedado con café drogado.
La demanda de la familia sobre un presunto encubrimiento ha sido respaldada por el libro La Operación Valkiria, escrito por Wensley Clarkson, que detalla la muerte de Jonathan Moyle. Según el autor, Moyle fue asesinado por sicarios locales contratados para proteger un acuerdo entre un traficante de armas chileno y Saddam Hussein antes de la Guerra del Golfo. El comerciante de armas, Carlos Cardoen, ha negado su participación en la muerte de Moyle, proclamando su inocencia en un sitio web.
Fragmentos de un informe de la CIA titulado "Proyecto Babilonia", publicado en 2013 por la revista británica Lobster Magazine y en mayo de 2014 por el periódico Tribune, implican en el asesinato de Moyle a un agente del gobierno británico, el difunto Stephan Adolphus Kock. Según el informe, Kock y otro agente eliminaron a Moyle en Santiago de Chile debido a su posesión de evidencia sobre tratos encubiertos del Reino Unido. El informe "no censurado" de la CIA declara:

"Mientras tanto, mientras coordinábamos una operación del MI6, se incautaron supuestos condensadores nucleares enviados desde EE. UU. por Euromac para Irak en el aeropuerto de Heathrow, lo que llevó al arresto del CEO Ali Daghir y Jeanine Speckman. Kock descubrió que el periodista de defensa Jonathan Moyle poseía evidencia de tratos encubiertos del Reino Unido. Como resultado, Kock y [un tercer agente nombrado] lo eliminaron en Santiago, Chile. [S NF NC]".

## Dichos de Robin Ramsay
En un discurso ante el Centro de Análisis de Seguridad en Londres en noviembre de 2000, Robin Ramsay, editor de Lobster Magazine, proporcionó información adicional y contexto sobre el caso, explicando las complejidades de los servicios de inteligencia y mencionando el caso de Moyle como ejemplo:

"Considera a Jonathan Moyle, un hombre poco brillante pero fervoroso patriota. Durante su tiempo en la Universidad de Aberystwyth, Moyle, siendo un informante de la Special Branch, creía que era su deber patriótico informar a la policía sobre quienes consumían marihuana. Tras graduarse, se convirtió en agente, posiblemente del MI6, aunque eso nunca se confirmó. Moyle acabó siendo asesinado en Chile. Según el libro que narra su historia, Moyle no era precisamente sutil como activo de inteligencia y estaba investigando al traficante de armas chileno Cardoen, quien era amigo de Mark Thatcher, mientras este último estaba llevando a cabo un importante negocio de helicópteros con los iraquíes. Esto ocurrió poco antes del ataque estadounidense a Irak. Moyle acabó muerto en un armario en Chile. ¿Y qué hizo el funcionario local del Ministerio de Asuntos Exteriores? ¡Decir a los medios que Moyle fue víctima de un accidente autoerótico: se estranguló mientras se masturbaba!"
Discurso de Robin Ramsay en el Centro de Análisis de Seguridad en Londres, noviembre de 2000. Publicado en la edición de verano de 2001 de Lobster Magazine (Nº 41).

Aunque nunca se ha confirmado que Lord Mark Thatcher viajara a Chile a fines de los años 1980 por negocios con Carlos Cardoen, en el ámbito de inteligencia se afirma que sí lo hizo al menos en dos ocasiones: en 1988 y para la FIDAE de 1990. El exagente israelí Ari Ben-Menashe menciona este vínculo en su libro Profits of War, argumentando que ambos estaban involucrados en la venta de armamento a Irak durante la guerra con Irán, a pesar del embargo de la ONU.

## Otras muertes
En el entorno de Jonathan Moyle ocurrieron otras muertes misteriosas. Pocos días antes de su homicidio, fue asesinado en Bélgica el ingeniero diseñador de cañones y cohetes Gerald Bull, posiblemente por el Mosad israelí, quien trabajaba para Saddam Hussein. El inglés Ian Spiro, importante en la venta de armas a Irán e Irak, fue encontrado muerto en su auto antes de testificar ante una comisión investigadora del Congreso de Estados Unidos en 1995. Además, su esposa y sus dos hijos fueron asesinados mientras dormían en California. El coronel del ejército chileno Gerardo Huber, testigo clave del tráfico de armas de Augusto Pinochet, fue encontrado muerto en las afueras de Santiago de Chile en 1992. Igualmente, el ingeniero químico Eugenio Berríos fue ejecutado por colaboradores de Pinochet en Uruguay en 1992.
Hay varios testigos que vinculan al coronel Huber con intentos de contactar a Moyle en el verano de 1990 para proporcionarle información sobre la triangulación de armas israelíes a través de Chile hacia los países en conflicto en la Guerra Irán-Irak. Además, se menciona el uso de embarques de material bélico para el tráfico de drogas, fabricadas en los laboratorios del ejército chileno bajo la supervisión de Berríos.

## El caso en el cine y literatura
Diversas obras literarias y cinematográficas han explorado las circunstancias en torno a la muerte de Jonathan Moyle:
- La muerte de Jonathan Moyle es una película que aborda el fallecimiento del periodista británico en Chile, ocurrido tras una entrevista con un traficante de armas.
- El misterioso asesinato de Jonathan Moyle, escrito por Carlos Saldivia Aravena y publicado en Santiago de Chile por Ediciones ChileAmérica-Cesoc en 1999, detalla los antecedentes del asesinato en español.
- Ángeles y solitarios de Ramón Díaz Eterovic, una novela criminal publicada en 2004, narra cómo el protagonista se ve involucrado en una investigación sobre el papel de Chile en el comercio internacional de armas, desencadenada por el asesinato de un periodista británico en Santiago.